# Муромское сельцо
Муромское сельцо — волость (с XVII века — стан); историческая административно-территориальная единица Владимирского уезда Замосковного края Московского царства. Существовала до 1775 года.

## Название
Существует несколько версий происхождения названия волости. Ю. В. Готье предполагал, что название связано с финно-угорским племенем мурома, которое по его мнению обитало в этой местности. Однако, согласно современным исследованием ареал расселения племени мурома располагался восточнее, а на территории волости в древности обитало племя мещера. М. А. Любавский в своей работе «Образование основной государственной территории великорусской народности» (1929) обозначил волость в составе Муромского княжества, тем самым, можно предположить, что волость называлась так по центру княжества — Мурому.

## Расположение и границы
Границы между станами и волостями имели полную неопределенность, в связи с чем писцам приходилось постоянно заниматься размежеванием их границ, а также уточнением принадлежности селений к определённым станам или волостям. Кроме того, периодически происходили слияния волостей и станов. Так, имеются сведения о слиянии в XVII веке волостей Гостиловской и Муромского сельца. Таким образом, определить с какими территориальными образованиями граничило Муромское сельцо можно лишь с определённой степенью условности. В XVII — начале XVIII вв. Муромское сельцо располагалось в южной части Владимирского уезда, центр стана составляли озера Великое, Святое и другие, к югу от него находился Старорязанский стан Рязанского уезда, к западу — Мещёрская волость Коломенского уезда. В остальных направлениях соседними с Муромским сельцом были волости и станы Владимирского уезда: на северо-западе — Вышелесский Остров, на севере — Дубровская волость, на востоке Гуская и Тумская волости, на юго-востоке — Чёрная-Гостиловская и Тарутский остров. Позже территория Муромского сельца располагалась в пределах образованных на этой территории Егорьевского, Касимовского и Рязанского уездов.
В настоящее время территория Муромского сельца находится в составе Шатурского района Московской области (южная часть), Клепиковского района Рязанской области (северо-западная часть) и Гусь-Хрустального района Владимирской области (юго-западная часть).

## История
Впервые Муромское сельцо упоминается в 1417 и 1423 годах в духовных грамотах великого князя Василия Дмитриевича как Селце, а также в духовной грамоте Василия II от 1461—1462 гг. как селцо Муромское. На основании этого М. А. Любавский предположил, что в XV веке волость находилась в Муромском княжестве, но уже в XVI веке она входила в состав Владимирского уезда. В 1564 году при введении опричнины Иван IV включил волость в её состав: «...А на свой обиход повелел, да и на детей своих, Царевичев Иванов и Царевичев Федоров обиход городы и волости …Олешню, Хотунь, Гусь, Муромское сельцо…». Таким образом, Муромское сельцо относилось к категории волостей, предназначенных для обслуживания опричного дворцового хозяйства и дворовых слуг.
Вплоть до XVII века Муромское сельцо было дворцовой волостью. После окончания Смуты и избрания царем Михаила Фёдоровича новое правительство нуждалось в поддержке служилых людей. В связи с финансовыми и экономическими условиями времени для раздачи земель служилым людям пришлось пустить в оборот дворцовые имения. Около 1620 года в числе прочих волостей Владимирского уезда земли Муромского сельца были розданы по мелким участкам служилым людям. Большое количество участков было отдано каширянам, переселённых из Каширского уезда, сильно разорённого в результате Смуты и похода Лисовского в 1615 году. Кроме того, много поместий было роздано служилым людям новгородского происхождения. Во многих селениях помещики строили себе дворы, всего в XVII веке в Муромском сельце было до 30 селений, в которых проживали владельцы. Несмотря на то, что земли волости были переданы в частное владение связь с Большим дворцом не разрывалась. Так, в 1630 и 1650 годах крестьянам ряда бывших дворцовых волостей Владимирского уезда, в том числе Муромского сельца, было приказано изготовить различные принадлежности для Конюшенного двора.
В писцовой книге Владимирского уезда 1637—1648 годов и некоторых других источниках XVII века Муромское сельцо значится волостью, однако фактически оно приобрело статус стана. Здесь стоит учесть, что в XVII веке понятие волость и стан смешивались. Общинное волостное деление постепенно заменялось административным. Многие волости переименовывались в станы. Муромское сельцо относилось к категории волостей, не отличавшихся по внутреннему строю от станов, но сохранивших название как пережиток. В начале XVIII века Муромское сельцо уже значится станом. В результате реформы 1775 года территория Муромского сельца была разделена между Егорьевским, Касимовским и Рязанским уездами Рязанской губернии.

## Состав по писцовой книге Владимирского уезда 1637—1648 годов

### Кромины
До начала XVII века Муромское сельцо было дворцовой волостью и делилась на 8 кромин: Бабинская, Зачисморская, Ильмянская, Колушская, Суловская, Тереховская, Шеинская, Ялманская. В 30-40-х гг. XVII века в связи с раздачей волости в частное владение, старое деление на кромины было уже нарушено и сохранялось лишь как пережиток. Каждая кромина Муромского сельца была сопоставима по размерам с такими волостями Владимирского уезда, как Дубровская и Вышелесский Остров.
Бабинская кромина находилась в северной части Муромского сельца. В кромине имелось более 40 селений, на речке Ялме и Чисмуре находился погост с двумя деревянными церквями Дмитрия Солунского и Параскевы Пятницы. Название кромины связано с фамилией Бабиных. В десятне соседнего Коломенского уезда в 1577 году показано пятеро представителей этого рода.
Зачисморская кромина находилась в центральной части Муромского сельца. В кромине имелось около 20 селений, а также погост Терлем с деревянной церковью Параскевы Пятницы. Название кромины связано с речкой Чисмурой, которая являлась естественной границей между Бабинской и Зачисморской кроминами.
Ильмянская кромина находилась в южной части Муромского сельца. В кромине имелось около 30 селений, а также погост Ильмяны с двумя деревянными церквями Покрова Пресвятой Богородицы и Николы Чудотворца . Название кромины от погоста Ильмяны.
Колушская кромина находилась на юго-западной окраине Муромского сельца. В кромине имелось около 20 селений, а также погост Колуга (Колушка) с деревянной церковью Николы Чудотворца. Название кромины от погоста Колуга.
Суловская кромина находилась в северо-восточной части Муромского сельца. В кромине имелось около 30 селений, а также два погоста — Ильинский с деревянной церковью Ильи Пророка и Эрлекс с деревянной церковью Николы Чудотворца. Название кромины, предположительно, от деревни Сулово.
Тереховская кромина находилась в юго-восточной части Муромского сельца. В кромине имелось более 20 селений, а также Фроловский погост на реке Ялме с двумя деревянными церквями Фрола и Лавра и Николы Чудотворца. Название кромины, предположительно, от фамилии Тереховых.
Шеинская кромина находилась в восточной части Муромского сельца. В кромине имелось около 20 селений. Название кромины, предположительно, от фамилии Шеиных. Кроме того, в кромине находилась деревня Шеино, а впоследствии возникло село Шеино с Казанской церковью.
Ялманская кромина находилась в юго-восточной части Муромского сельца. В кромине имелось более 25 селений, а также Никольский погост с двумя деревянными церквями Николы Чудотворца и Святой Мученицы Параскевы Пятницы. Название кромины от реки Ялмы.
В Ялманской и Шеинской кроминах на Погостском озере находился Никольский монастырь с деревянной церковью Николы Чудотворца.

### Селения и пустоши
В писцовой книге Владимирского уезда 1637—1648 годов описаны более 350 селений и пустошей в Муромском сельце.
| №   | Селение / пустошь              | Тип     | Кромина      |
| --- | ------------------------------ | ------- | ------------ |
| 1   | Абакумовская                   | деревня | Суловская    |
| 2   | Алексеевская                   | сельцо  | Суловская    |
| 3   | Ананьинская                    | деревня | Бабинская    |
| 4   | Андреевская                    | деревня | Суловская    |
| 5   | Андреевская                    | деревня | Тереховская  |
| 6   | Анисимова                      | сельцо  | Бабинская    |
| 7   | Аннинская                      | сельцо  | Суловская    |
| 8   | Аристово раменье               | деревня | Колушская    |
| 9   | Артемова, Артемовская          | деревня | Тереховская  |
| 10  | Артемово малое                 | деревня | Тереховская  |
| 11  | Афонинская, Прудищи            | сельцо  | Ялманская    |
| 12  | Ащеповская                     | сельцо  | Зачисморская |
| 13  | Бабин починок                  | сельцо  | Ильмянская   |
| 14  | Бабынинская                    | деревня | Колушская    |
| 15  | Бармина                        | сельцо  | Колушская    |
| 16  | Барсуки                        | сельцо  | Колушская    |
| 17  | Барсуки, Каменское             | деревня | Шеинская     |
| 18  | Барсуки, Мисово                | деревня | Шеинская     |
| 19  | Барсуки, Овинцово              | деревня | Шеинская     |
| 20  | Бекетовская                    | деревня | Бабинская    |
| 21  | Белая                          | сельцо  | Зачисморская |
| 22  | Белая                          | деревня | Ялманская    |
| 23  | Белое                          | сельцо  | Ялманская    |
| 24  | Беркина                        | деревня | Ильмянская   |
| 25  | Бобровская                     | сельцо  | Ялманская    |
| 26  | Бобровская                     | сельцо  | Тереховская  |
| 27  | Большая Ступина                | сельцо  | Зачисморская |
| 28  | Большие Дубровки               | сельцо  | Суловская    |
| 29  | Большое раменье, Каширово      | деревня | Ильмянская   |
| 30  | Большой двор                   | сельцо  | Ильмянская   |
| 31  | Бораховская                    | сельцо  | Зачисморская |
| 32  | Борисовская                    | деревня | Бабинская    |
| 33  | Бородино                       | сельцо  | Зачисморская |
| 34  | Борсятина                      | сельцо  | Суловская    |
| 35  | Бубновская                     | сельцо  | Ялманская    |
| 36  | Буткова, Бутеево               | сельцо  | Шеинская     |
| 37  | Бутова                         | сельцо  | Суловская    |
| 38  | Быкова                         | деревня | Ильмянская   |
| 39  | Вавулина                       | сельцо  | Зачисморская |
| 40  | Валдеева                       | сельцо  | Тереховская  |
| 41  | Валова                         | деревня | Шеинская     |
| 42  | Василево                       | деревня | Суловская    |
| 43  | Васильевская                   | деревня | Колушская    |
| 44  | Василькова                     | сельцо  | Колушская    |
| 45  | Васюльцево                     | сельцо  | Суловская    |
| 46  | Вачунова                       | деревня | Ильмянская   |
| 47  | Великий двор                   | деревня | Тереховская  |
| 48  | Ветхова                        | деревня | Ялманская    |
| 49  | Вискарево                      | деревня | Ялманская    |
| 50  | Волково                        | сельцо  | Бабинская    |
| 51  | Волосунинская                  | сельцо  | Бабинская    |
| 52  | Волчьи Дубравки                | сельцо  | Суловская    |
| 53  | Воронинская                    | сельцо  | Суловская    |
| 54  | Вороновская, Глиниское рвище   | сельцо  | Бабинская    |
| 55  | Вострая Стрелица               | сельцо  | Ялманская    |
| 56  | Выголовская                    | сельцо  | Бабинская    |
| 57  | Вырвища                        | деревня | Суловская    |
| 58  | Высокая                        | деревня | Тереховская  |
| 59  | Гвоздня                        | сельцо  | Колушская    |
| 60  | Гдеевичи, Будеевичи            | деревня | Суловская    |
| 61  | Головарева                     | сельцо  | Суловская    |
| 62  | Гончаровская                   | сельцо  | Бабинская    |
| 63  | Горбачиха                      | сельцо  | Тереховская  |
| 64  | Горбуша                        | сельцо  | Ялманская    |
| 65  | Горбушина                      | сельцо  | Колушская    |
| 66  | Горбушина                      | деревня | Тереховская  |
| 67  | Григорцево                     | деревня | Ильмянская   |
| 68  | Гридинские горы                | сельцо  | Ильмянская   |
| 69  | Гришинские Барсуки             | деревня | Ялманская    |
| 70  | Губино, Губинская              | деревня | Бабинская    |
| 71  | Гузеевская                     | сельцо  | Шеинская     |
| 72  | Дворищи                        | сельцо  | Тереховская  |
| 73  | Демидовская                    | деревня | Ялманская    |
| 74  | Денисьево                      | деревня | Зачисморская |
| 75  | Дешинская                      | сельцо  | Зачисморская |
| 76  | Дмитрово                       | сельцо  | Суловская    |
| 77  | Долгая                         | сельцо  | Суловская    |
| 78  | Долгие                         | деревня | Ялманская    |
| 79  | Доманьково                     | деревня | Суловская    |
| 80  | Доминская, Дарьинская          | сельцо  | Зачисморская |
| 81  | Дорофеева                      | деревня | Ялманская    |
| 82  | Дорофеевская                   | сельцо  | Зачисморская |
| 83  | Другие Жабьи, Назарово         | деревня | Ялманская    |
| 84  | Другие Повертии                | деревня | Зачисморская |
| 85  | Елшина                         | сельцо  | Колушская    |
| 86  | Емина, Еминская                | сельцо  | Бабинская    |
| 87  | Еновская                       | деревня | Бабинская    |
| 88  | Епифановская                   | деревня | Бабинская    |
| 89  | Епихинская                     | сельцо  | Бабинская    |
| 90  | Ершово                         | деревня | Бабинская    |
| 91  | Ершово, Мирохино               | деревня | Колушская    |
| 92  | Есино                          | сельцо  | Колушская    |
| 93  | Ефремовская                    | деревня | Ялманская    |
| 94  | Жабья, Денисово                | деревня | Ялманская    |
| 95  | Заборки, Нечаевская            | сельцо  | Зачисморская |
| 96  | Заборня                        | сельцо  | Ильмянская   |
| 97  | Загорье                        | сельцо  | Бабинская    |
| 98  | Зайково                        | деревня | Бабинская    |
| 99  | Зайцовская                     | сельцо  | Суловская    |
| 100 | Залужная, Федотовская          | сельцо  | Суловская    |
| 101 | Занутреное                     | деревня | Суловская    |
| 102 | Зименки                        | сельцо  | Шеинская     |
| 103 | Зименки, Филимакино            | сельцо  | Ялманская    |
| 104 | Зиновьевская                   | сельцо  | Колушская    |
| 105 | Иванково                       | сельцо  | Суловская    |
| 106 | Ивановская                     | сельцо  | Бабинская    |
| 107 | Ивановская                     | сельцо  | Ялманская    |
| 108 | Ивановская                     | деревня | Тереховская  |
| 109 | Ивановская, Сидоровская        | сельцо  | Ильмянская   |
| 110 | Иглинские                      | сельцо  | Суловская    |
| 111 | Игнатовская                    | сельцо  | Колушская    |
| 112 | Игнашевская                    | деревня | Бабинская    |
| 113 | Иевлевская                     | деревня | Тереховская  |
| 114 | Избища                         | деревня | Суловская    |
| 115 | Ильина Дуброва                 | сельцо  | Ялманская    |
| 116 | Исаковы Заменки                | сельцо  | Тереховская  |
| 117 | Испотяговская                  | деревня | Ялманская    |
| 118 | Казельсково раменье            | деревня | Ильмянская   |
| 119 | Капустинская, Хреново          | сельцо  | Ильмянская   |
| 120 | Карповская                     | сельцо  | Ялманская    |
| 121 | Карповская, Бобровская         | деревня | Ялманская    |
| 122 | Кашкино                        | деревня | Шеинская     |
| 123 | Кашникова другая               | сельцо  | Зачисморская |
| 124 | Кашникова, Чуры                | сельцо  | Зачисморская |
| 125 | Кашниково, Гридино             | сельцо  | Зачисморская |
| 126 | Керемеровская                  | сельцо  | Суловская    |
| 127 | Керинцы                        | деревня | Ялманская    |
| 128 | Киселева                       | сельцо  | Суловская    |
| 129 | Клин                           | деревня | Ильмянская   |
| 130 | Князевские                     | деревня | Тереховская  |
| 131 | Козыкина, Алексеевская         | деревня | Ялманская    |
| 132 | Колманова                      | деревня | Зачисморская |
| 133 | Кольцова                       | сельцо  | Ялманская    |
| 134 | Коренец                        | деревня | Шеинская     |
| 135 | Коробовская                    | деревня | Бабинская    |
| 136 | Короваевская                   | сельцо  | Ильмянская   |
| 137 | Косманова                      | деревня | Зачисморская |
| 138 | Костелева                      | сельцо  | Колушская    |
| 139 | Костино                        | сельцо  | Ялманская    |
| 140 | Костино                        | деревня | Зачисморская |
| 141 | Кошель                         | сельцо  | Суловская    |
| 142 | Кузьмино                       | деревня | Суловская    |
| 143 | Кузьминская                    | сельцо  | Суловская    |
| 144 | Куликовская                    | деревня | Ялманская    |
| 145 | Курганец, Мальцово             | деревня | Ильмянская   |
| 146 | Курловская, Корниловская       | деревня | Суловская    |
| 147 | Ланино, Нефедовское            | сельцо  | Бабинская    |
| 148 | Лахтина                        | сельцо  | Суловская    |
| 149 | Левинская                      | деревня | Суловская    |
| 150 | Левинская                      | деревня | Бабинская    |
| 151 | Лека, Афонасово                | деревня | Тереховская  |
| 152 | Лека, Калитеево                | деревня | Шеинская     |
| 153 | Лепетино, Малое Шмелево        | деревня | Ильмянская   |
| 154 | Лесная                         | сельцо  | Ильмянская   |
| 155 | Леур                           | деревня | Шеинская     |
| 156 | Леур                           | деревня | Тереховская  |
| 157 | Леша                           | сельцо  | Суловская    |
| 158 | Липетино                       | деревня | Ильмянская   |
| 159 | Липовы поляны                  | сельцо  | Шеинская     |
| 160 | Лихарева                       | сельцо  | Шеинская     |
| 161 | Лоси                           | сельцо  | Шеинская     |
| 162 | Лужи                           | сельцо  | Тереховская  |
| 163 | Лужи, Фокино                   | сельцо  | Шеинская     |
| 164 | Лукино                         | сельцо  | Суловская    |
| 165 | Лукино                         | сельцо  | Тереховская  |
| 166 | Лукинская, Латунинская         | сельцо  | Шеинская     |
| 167 | Лукьяновская                   | сельцо  | Суловская    |
| 168 | Максимово                      | деревня | Зачисморская |
| 169 | Маланьинская                   | деревня | Бабинская    |
| 170 | Малая Якушевица                | сельцо  | Тереховская  |
| 171 | Малые Барсуки, Русиново        | деревня | Тереховская  |
| 172 | Малые Дубровки                 | сельцо  | Ялманская    |
| 173 | Малые Заборки                  | сельцо  | Ильмянская   |
| 174 | Малые Зимельки                 | сельцо  | Суловская    |
| 175 | Мамоновская                    | сельцо  | Ялманская    |
| 176 | Марковская                     | сельцо  | Бабинская    |
| 177 | Матвеевская, Мосеевская        | деревня | Ильмянская   |
| 178 | Матохина                       | сельцо  | Зачисморская |
| 179 | Мелехово                       | сельцо  | Ильмянская   |
| 180 | Меркуриха                      | сельцо  | Бабинская    |
| 181 | Мизиновская                    | сельцо  | Суловская    |
| 182 | Микинова                       | деревня | Бабинская    |
| 183 | Микитино                       | деревня | Суловская    |
| 184 | Мильчевская                    | деревня | Суловская    |
| 185 | Мироновская, Афонинская        | деревня | Суловская    |
| 186 | Митино раменье                 | сельцо  | Ильмянская   |
| 187 | Митинская                      | деревня | Бабинская    |
| 188 | Митронинская                   | сельцо  | Ильмянская   |
| 189 | Михайловская                   | деревня | Бабинская    |
| 190 | Михайловская                   | сельцо  | Ильмянская   |
| 191 | Михиревская                    | деревня | Бабинская    |
| 192 | Мишунинская                    | деревня | Суловская    |
| 193 | Мозгово                        | деревня | Тереховская  |
| 194 | Моклакова                      | сельцо  | Суловская    |
| 195 | Мокрая                         | деревня | Суловская    |
| 196 | Молодеево                      | сельцо  | Тереховская  |
| 197 | Мотчур                         | сельцо  | Суловская    |
| 198 | Муравлевская                   | деревня | Бабинская    |
| 199 | Мусино                         | сельцо  | Шеинская     |
| 200 | Мусиново                       | деревня | Колушская    |
| 201 | Нарлекс                        | сельцо  | Ильмянская   |
| 202 | Нармач                         | сельцо  | Суловская    |
| 203 | Наумовская                     | деревня | Зачисморская |
| 204 | Неверово                       | сельцо  | Тереховская  |
| 205 | Некрасовская, Брюхатовская     | деревня | Колушская    |
| 206 | Нероновская, Кононовская       | сельцо  | Суловская    |
| 207 | Нершка                         | деревня | Ялманская    |
| 208 | Ново Дерсковая, Новодерсковы   | деревня | Ильмянская   |
| 209 | Ново Никольское                | село    | Колушская    |
| 210 | Новоберкино                    | сельцо  | Ильмянская   |
| 211 | Новое Подсвятье                | деревня | Ялманская    |
| 212 | Новосельцевская                | деревня | Бабинская    |
| 213 | Обухово                        | деревня | Ильмянская   |
| 214 | Обухово, Растегаево            | сельцо  | Ильмянская   |
| 215 | Овинцы                         | деревня | Суловская    |
| 216 | Омелинская                     | сельцо  | Колушская    |
| 217 | Орловская                      | сельцо  | Шеинская     |
| 218 | Островка                       | деревня | Ялманская    |
| 219 | Панинская                      | сельцо  | Шеинская     |
| 220 | Парфеновская                   | деревня | Бабинская    |
| 221 | Перхурово                      | деревня | Шеинская     |
| 222 | Першинская                     | сельцо  | Бабинская    |
| 223 | Пестовская                     | деревня | Бабинская    |
| 224 | Петроково                      | сельцо  | Колушская    |
| 225 | Петрунинская                   | деревня | Зачисморская |
| 226 | Петрушина, Пискунова           | деревня | Колушская    |
| 227 | Петряевская                    | деревня | Зачисморская |
| 228 | Пиравинская                    | деревня | Бабинская    |
| 229 | Пиюхинская                     | сельцо  | Суловская    |
| 230 | Повертни                       | сельцо  | Зачисморская |
| 231 | Погостищи                      | деревня | Ялманская    |
| 232 | Подулкова, Герасимово          | сельцо  | Колушская    |
| 233 | Пожога                         | деревня | Бабинская    |
| 234 | Покорча, Покорошка, Покоршчки  | деревня | Бабинская    |
| 235 | Полозовская                    | деревня | Зачисморская |
| 236 | Полтино                        | деревня | Ильмянская   |
| 237 | Польгума                       | сельцо  | Бабинская    |
| 238 | Посерда                        | деревня | Шеинская     |
| 239 | Последова                      | сельцо  | Бабинская    |
| 240 | Пронинская                     | деревня | Тереховская  |
| 241 | Пышелицы                       | деревня | Ялманская    |
| 242 | Раевская                       | сельцо  | Ялманская    |
| 243 | Раменье Суточное               | сельцо  | Колушская    |
| 244 | Раменье, Каширово              | сельцо  | Ильмянская   |
| 245 | Распопинская                   | сельцо  | Ялманская    |
| 246 | Ростегаевская, Коробово        | сельцо  | Суловская    |
| 247 | Румлекс                        | деревня | Ильмянская   |
| 248 | Русановская                    | сельцо  | Бабинская    |
| 249 | Рыковская                      | деревня | Бабинская    |
| 250 | Рядки                          | сельцо  | Тереховская  |
| 251 | Савельевская                   | сельцо  | Бабинская    |
| 252 | Савинская                      | деревня | Суловская    |
| 253 | Савинская                      | сельцо  | Зачисморская |
| 254 | Савинская                      | деревня | Зачисморская |
| 255 | Савинская, Никоновская         | сельцо  | Суловская    |
| 256 | Сазонова, Старое               | деревня | Колушская    |
| 257 | Салатмова                      | сельцо  | Ялманская    |
| 258 | Селиванова                     | деревня | Колушская    |
| 259 | Селище                         | деревня | Ильмянская   |
| 260 | Семеновская                    | деревня | Бабинская    |
| 261 | Семеновская                    | сельцо  | Тереховская  |
| 262 | Семеновская, Дедовская         | сельцо  | Суловская    |
| 263 | Семенцова                      | сельцо  | Суловская    |
| 264 | Семори                         | сельцо  | Тереховская  |
| 265 | Середняя                       | деревня | Колушская    |
| 266 | Сидоровская                    | деревня | Бабинская    |
| 267 | Симонцево                      | деревня | Шеинская     |
| 268 | Солотина                       | сельцо  | Бабинская    |
| 269 | Сосела, Соселец                | деревня | Суловская    |
| 270 | Софроновская, Мизиновская      | сельцо  | Суловская    |
| 271 | Спиридоновская                 | деревня | Суловская    |
| 272 | Спудни                         | деревня | Суловская    |
| 273 | Спячевская                     | деревня | Бабинская    |
| 274 | Старая                         | сельцо  | Суловская    |
| 275 | Старая Горбачиха               | сельцо  | Тереховская  |
| 276 | Старая Коняевская, Халдеевская | сельцо  | Ильмянская   |
| 277 | Стариково, Гаврино             | сельцо  | Колушская    |
| 278 | Старково, Старковская          | деревня | Ялманская    |
| 279 | Старое Подсвятье               | сельцо  | Шеинская     |
| 280 | Старые Дерсковые               | деревня | Ильмянская   |
| 281 | Степановская                   | сельцо  | Суловская    |
| 282 | Степановская                   | сельцо  | Бабинская    |
| 283 | Ступина меньшая                | сельцо  | Ильмянская   |
| 284 | Стяжевская                     | сельцо  | Зачисморская |
| 285 | Суковская                      | сельцо  | Бабинская    |
| 286 | Суковская, Сулгучи             | сельцо  | Суловская    |
| 287 | Сунгут                         | сельцо  | Суловская    |
| 288 | Сусоль                         | сельцо  | Ялманская    |
| 289 | Сутешка                        | сельцо  | Суловская    |
| 290 | Сухаринская                    | сельцо  | Ильмянская   |
| 291 | Сухинская                      | деревня | Бабинская    |
| 292 | Сухинская, Карповская          | сельцо  | Бабинская    |
| 293 | Сухинская, Сухаревская         | деревня | Бабинская    |
| 294 | Тадево                         | деревня | Ильмянская   |
| 295 | Тадево Старое                  | сельцо  | Ильмянская   |
| 296 | Таракановская                  | сельцо  | Тереховская  |
| 297 | Тарбеевская                    | сельцо  | Бабинская    |
| 298 | Телема большая                 | деревня | Зачисморская |
| 299 | Теремсуль                      | сельцо  | Бабинская    |
| 300 | Терехова, Ягнышова             | деревня | Колушская    |
| 301 | Тетерская                      | сельцо  | Ялманская    |
| 302 | Тимина, Тимоно                 | сельцо  | Бабинская    |
| 303 | Тихариново                     | деревня | Ильмянская   |
| 304 | Толстовская                    | сельцо  | Тереховская  |
| 305 | Торковская                     | сельцо  | Ялманская    |
| 306 | Торсалик                       | сельцо  | Суловская    |
| 307 | Труновская                     | деревня | Бабинская    |
| 308 | Труфановская                   | деревня | Суловская    |
| 309 | Трухинская                     | сельцо  | Тереховская  |
| 310 | Тупиновская                    | деревня | Суловская    |
| 311 | Турусала                       | сельцо  | Ялманская    |
| 312 | Тюрвищи                        | деревня | Тереховская  |
| 313 | Тяпино Старое                  | сельцо  | Шеинская     |
| 314 | Тяпино, Новое                  | деревня | Шеинская     |
| 315 | Угорная                        | сельцо  | Суловская    |
| 316 | Упаличье                       | деревня | Ильмянская   |
| 317 | Уперская                       | деревня | Ильмянская   |
| 318 | Устинова                       | сельцо  | Шеинская     |
| 319 | Ушаковская                     | сельцо  | Бабинская    |
| 320 | Ушаковская                     | сельцо  | Колушская    |
| 321 | Федеевская                     | сельцо  | Бабинская    |
| 322 | Фединская                      | деревня | Бабинская    |
| 323 | Федоровская                    | деревня | Зачисморская |
| 324 | Федоровская, Жиленская         | сельцо  | Суловская    |
| 325 | Федотовская                    | сельцо  | Зачисморская |
| 326 | Федякинская                    | сельцо  | Тереховская  |
| 327 | Филилеевская                   | деревня | Ялманская    |
| 328 | Филимонцова                    | сельцо  | Суловская    |
| 329 | Филинская                      | сельцо  | Зачисморская |
| 330 | Филисова                       | сельцо  | Тереховская  |
| 331 | Фоминская                      | сельцо  | Зачисморская |
| 332 | Ханинская                      | сельцо  | Тереховская  |
| 333 | Харлампеево                    | деревня | Ильмянская   |
| 334 | Хлудовская                     | деревня | Бабинская    |
| 335 | Хреновская                     | деревня | Колушская    |
| 336 | Чекаловская                    | сельцо  | Зачисморская |
| 337 | Черкасова                      | деревня | Шеинская     |
| 338 | Черная                         | деревня | Шеинская     |
| 339 | Черный борок                   | деревня | Ильмянская   |
| 340 | Чисома                         | деревня | Ялманская    |
| 341 | Чичмори                        | сельцо  | Шеинская     |
| 342 | Шалмуха, Шалмуровская          | сельцо  | Колушская    |
| 343 | Шевертни                       | деревня | Суловская    |
| 344 | Шеино                          | деревня | Шеинская     |
| 345 | Шекунинское                    | сельцо  | Колушская    |
| 346 | Шестимирово                    | деревня | Суловская    |
| 347 | Широкая                        | деревня | Бабинская    |
| 348 | Щеглята                        | сельцо  | Шеинская     |
| 349 | Юрловская, Липова Поляна       | деревня | Суловская    |
| 350 | Юрьевская                      | сельцо  | Суловская    |
| 351 | Якушевица                      | деревня | Шеинская     |
| 352 | Якшиново                       | сельцо  | Суловская    |
| 353 | Ямская                         | деревня | Бабинская    |
| 354 | Ямская, Аристовская            | деревня | Суловская    |
| 355 | Ярвец                          | деревня | Тереховская  |